# موقع أتابويركا التاريخي
موقع أتابويركا التاريخي (بالإسبانية: Archaeological Site of Atapuerca)‏، هو موقع تاريخي يعود إلى مرحلة ما قبل التاريخ في شمال إسبانيا. تحتوي كهوف سييرا دي أتابويركا مخلّفات أحفوريّة غنيّة للناس الأوائل الذين استقرّوا في أوروبا منذ حوالى مليون سنة وحتّى يومنا هذا. وهي تشكّل مخزوناً استثنائيّاً للبيانات التي تتيح دراستها العلميّة معلومات نفيسة حول أطباع الأسلاف ونمط حياتهم.
ويحتوي موقع «اتابويركا» على اثار كثيرة تعود إلى عصور ما قبل التاريخ، وهو مشهور لضمه رفات أول سكان أوروبا يتم التعرف إليهم وتعود إلى 800 ألف عام. وتؤكد العينة المبكرة التي تم اكتشافها وتاريخها بشكل موثوق عمرا يتراوح بين 1.2 مليون و 600000 سنة. تم تعيين الموقع على موقع اليونسكو للتراث العالمي، تحت اسم موقع أتابويركا التاريخي.

## الجغرافيا الإقليمية
تشمل جبال أتابويركا 284,119 هكتارا (702,070 فدانا)، وهي عبارة عن مجموعة كارستية متوسطة الارتفاع من سفوح صغيرة تقع على ارتفاع 1,080 مترا (3,540 قدم) فوق مستوى سطح البحر في الركن الشمالي الشرقي من حوض دورو وإلى الجنوب من جبال كانتابريان التي تعمل عبر شمال إسبانيا. يمتد إلى جانب ممر بوريبا، ممر جبلي يربط وادي نهر إيبرو بالبحر الأبيض المتوسط وحوض دويرو. هذا الاقتران يشكل إيكوتون، غني بأنواع كل من النظم الإيكولوجية. كان الممر الجبلي جزءا من جسر روماني وطريق الحج من سانت جيمس التي تجتازها الآن الطرق السريعة N-I وأب-1. ومن المفترض أن يكون استراتيجيا بين الفاصلين الرئيسيين وقرب ممر الجبال داعما للسكن الناجح لفترات ممتدة وطويلة.

## عمليات التنقيب

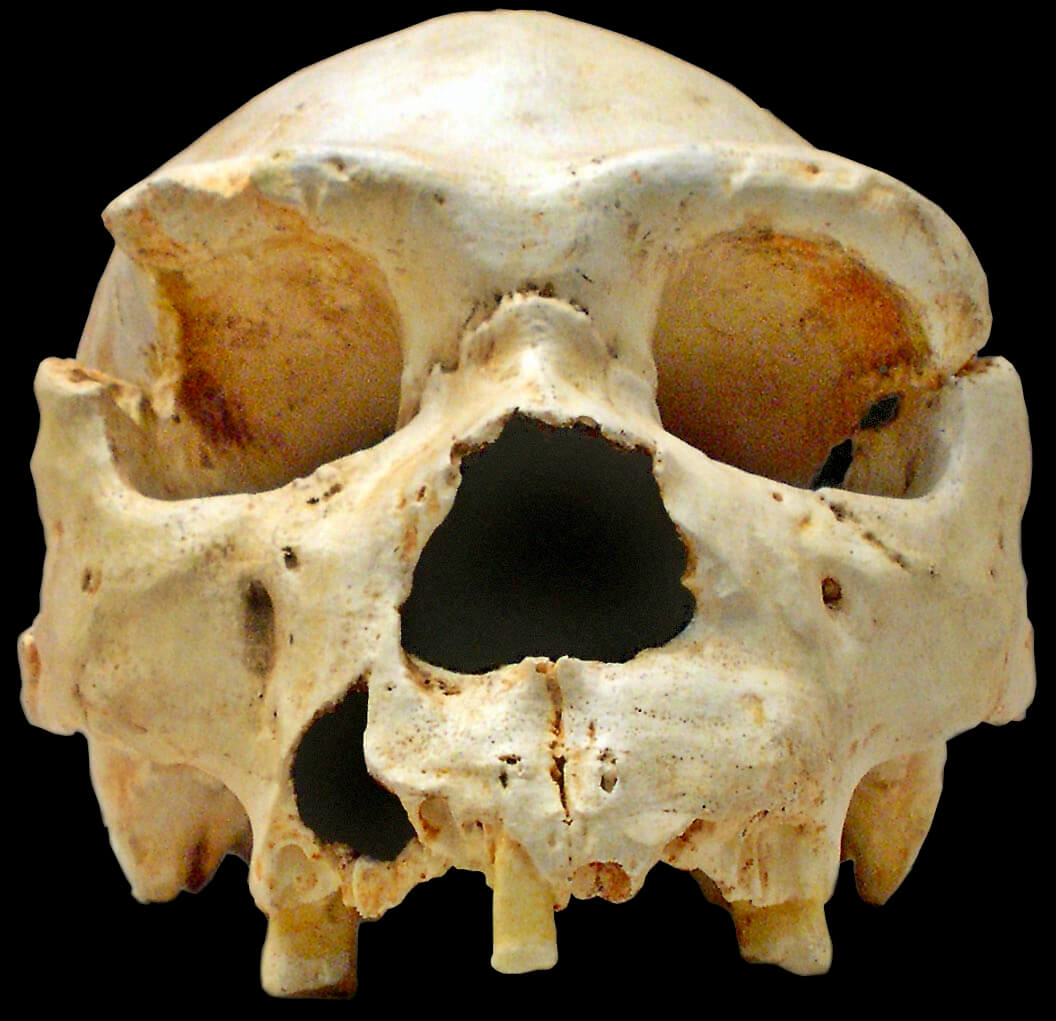
جمجمة لإنسان أتابوركاي، واحدة من الاكتشافات الأكثر أهمية. لم يتم العثور على الفك السفلي.

كشفت بعثات التنقيب مؤخرا عن العديد من الاكتشافات الأثرية المهمة التي تفضي إلى توضيح الكثير من الأمور الملتبسة حول حياة الإنسان في العهود السحيقة. حيث يجثم عشرات الباحثين على الأرض ويعملون ببطء ومثابرة في موقع اتابويركا الاثري في إسبانيا، في حفريات سمحت العام 2007 باكتشاف تاريخي لبقايا احفورية تعد إلى «الأوروبي الأول».
ويعتمر هؤلاء وهم في معظمهم متطوعين خوذة صفراء ويتسلحون بفرشاة للمشاركة في «موسم 2009» للحفريات الذي يستمر حتى نهاية تموز/يوليو. بين المشاركين حملة دكتوراه في علم الاثار والجيولوجيا وعلم الاحاثة وطلاب، يحلمون جميعا بتحقيق اكتشاف كبير على غرار الاكتشافات السابقة التي اعطت هذا الموقع القريب من مدينة بورغوس شهرته الواسعة والذي يعتبر من الأهم في أوروبا.
ومنذ فترة قريبة احتفل موقع اتابويركا بعيده الثلاثين وقد ادرجته اليونيسكو في العام 2000 على لائحة التراث العالمي. بحسب فرانس برس. ويتذكر خوسيه ماريا برموديث دي كاسترو واودالد كاربونيل اللذان يشاركان مع آخرين في إدارة هذا المشروع، المراحل المهمة لهذا الموقع الغني جدا الذي عثر فيه على اكتشافات مهمة، اعطت فكرة عن نمط حياة انسان ما قبل التاريخ.
ولفت هذان الباحثان إلى ان سكان اتابويركا الاوائل الذين استقروا قبل أكثر من مليون سنة في هذه المنطقة الواقعة في شمال إسبانيا والممتدة على مساحة 13 كلم2، لم يختاروها صدفة. لقد افادوا من «موقع مهم» يحوي مغاور ويتمتع بمناخ جيد وبيئة غنية بالنبتات والحيوانات ويقع عند ملتقى نهرين.
ويعود أول اكتشاف لوجود مغاور في اتابويركا إلى نهاية القرن التاسع عشر اثناء حفر نفق لسكة حديد في جبل. واشار كاربونيل في تصريح لوكالة فرانس برس إلى انه «لم يكن هناك معرفة علمية كافية للشروع في الابحاث، في تلك الحقبة في إسبانيا».
ومن جهة أخرى قال دي كاسترو ان الحفريات الأولى تعود إلى العام 1978، تلتها في «العام 1984 حفريات أخرى نتج عنها العثر على 150 بقايا بشرية صغيرة. النتيحة كانت جيدة وكان لها قيمة عاطفية أكثر منها علمية الامر الذي شجعنا لمتابعة ابحاثنا». وتابع «في العام 1992 عثرنا على بقايا كاملة سليمة من بينها الجمجمة الاكمل الوحيدة التي لم يعثر على مثلها لبشري من قبل وعمرها أكثر من 300 الف سنة».
بعد سنتين اكتشف علماء الاثار بقايا عمرها 800 الف سنة وتعود إلى الاوروبيين الاوائل وقد أطلق عليهم اسم «اومو انتيسيسور». واكتشف الباحثون العام 2007 في الموقع المعروف باسم «هوة الفيل» فكا يعود تاريخه إلى 1,2 مليون سنة، وهو اقدم اثر بشري في أوروبا.
وتصدر هذا الاكتشاف غلاف المجلة العلمية الاميركية «نيتشر» مع عنوان «الأوروبي الأول؟». وفي الإجمال، تم اكتشاف نحو سبعة الاف احفورة بشرية في هذا الموقع الذي يتألف من 450 ورشة تنقيب. وتخضع هذه الاكتشافات عند انتهاء كل موسم تنقيب إلى دراسات في مختبرات طوال السنة ينتج عنها معلومات مهمة.
وأشار دي كاسترو «نعلم مثلا ان «اومو انتيسيسور» كان من اكلي لحوم البشر» وتابع «كبينة جسدية كان أقصر منا بقليل غير ان لديه شكلا خاصا مع قسمات وجه قديمة وعصرية في الوقت عينه. وقد تم العثور في هذا الموقع أيضا على بقايا» اومو سابيانس«(الإنسان العاقل) وبقايا اقدم منها تعرف باسم» اومو هايدلبرغنسيس (عمرها أكثر من 500 الف سنة) ويعتبر هذان النوعان تطورا لنوع اومو انتيسيسور.
وقال كاربونيل "نأمل في العثور هذه السنة على بقايا تعود إلى 130 الف سنة واقل فنملك بذلك بقايا تمثل كل تطور الإنسان منذ 1,3 مليون سنة إلى اليوم". واكد ان العمل لا يتوقف عند هذا الحد موضحا "حاليا نحفر من اجل العثور على بقايا من انسان +نياندرتال+ (بين 300 الف و30 الف سنة).

## أكل لحوم البشر
أسفرت عمليات تنقيب أجريت حديثا في موقع «اتابويركا» الأثري بالقرب من بورغوس (شمال شرق إسبانيا) عززت نظرية شيوع عادة أكل لحوم البشر في هذه المنطقة قبل 800 ألف سنة. ويدعوا المتخصصون في عصور ما قبل التاريخ هذا النوع من البشر في هذه المنطقة «اومو انتيسيسور» أي «الإنسان الرائد» وهو يعتبر أقدم نوع بشر يتم اكتشاف رفاته في أوروبا.
وبعد التدقيق في بقايا بشرية عائدة لنحو عشرة أشخاص، استنتج الباحثون أن عادة أكل لحوم البشر كانت شائعة في هذه المنطقة. ونقلت «الباييس» عن علماء أحاثة أن العظام التي تم اكتشافها في موقع غران دولينا في اتابويركا، تظهر أثار الجروح والكسور ذاتها التي ظهرت على حيوانات اكتشفت في المكان ذاته واكلها بشر.
وفي العام 1997، أثيرت نظرية أكل لحوم البشر في اتابويركا للمرة الأولى بعد العثور على أول بقايا هياكل بشرية متحجرة في هذا الموقع الأثري الفريد من نوعه. من جهته، أعلن فريق باحثين أسبان وسويديين الأسبوع الماضي انه نجح في استخراج الحمض الريبي النووي من أسنان دب عاش قبل 400 ألف سنة في اتابويركا.
وقال الباحثون أن هذا الاكتشاف لا سابق له، باعتبار انه حتى الآن، لم يتم اكتشاف حمض نووي حيواني يعود إلى أكثر من 100 ألف سنة.

## معرض الصور

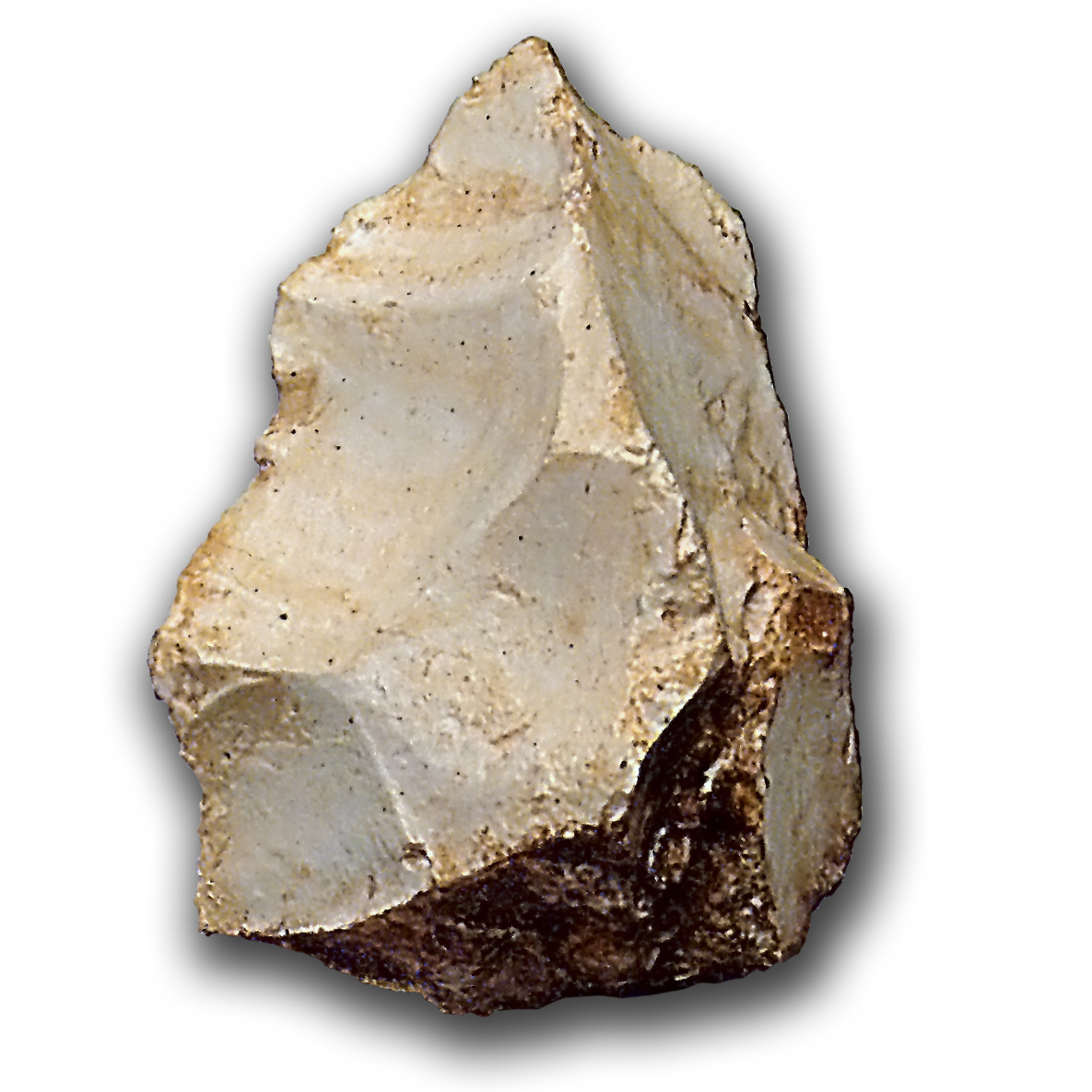
Lithic core in flint, section TD-11 of "Galería", Atapuerca
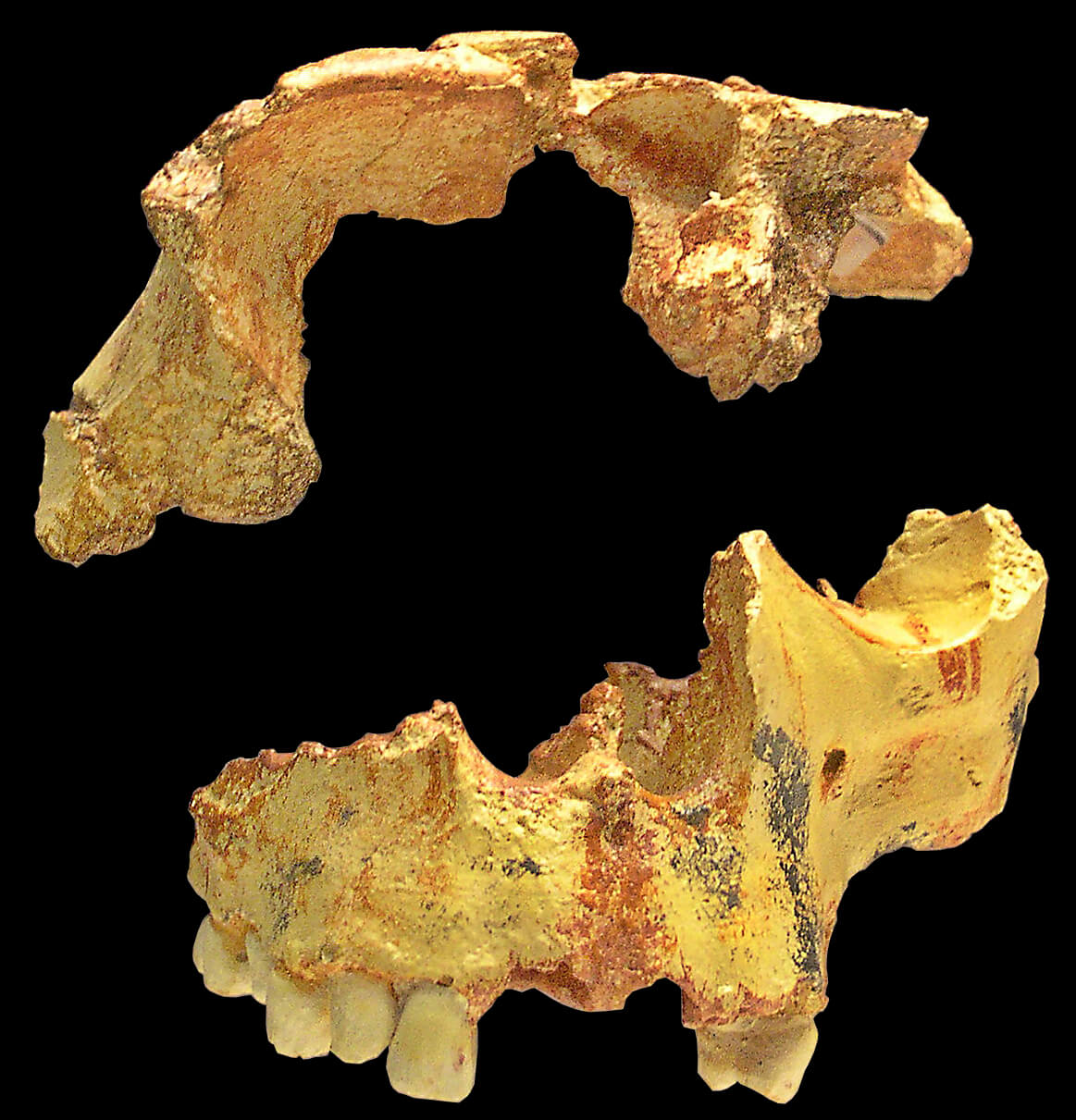
إنسان سلف, incomplete skull found in "Gran Dolina", Atapuerca
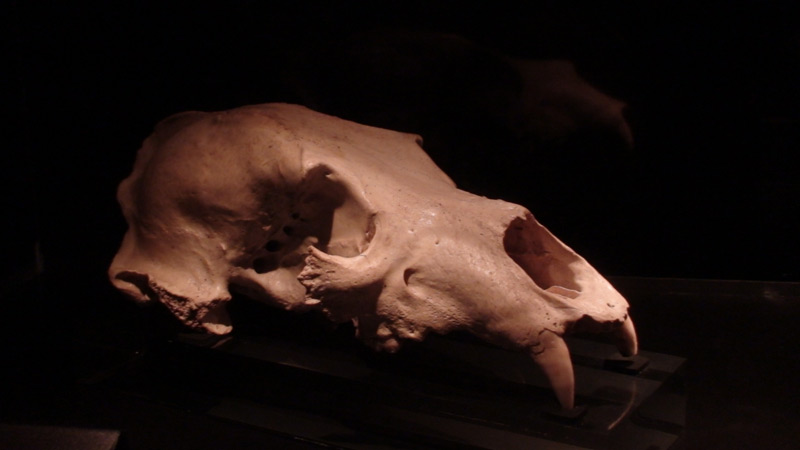
Carnivore skull
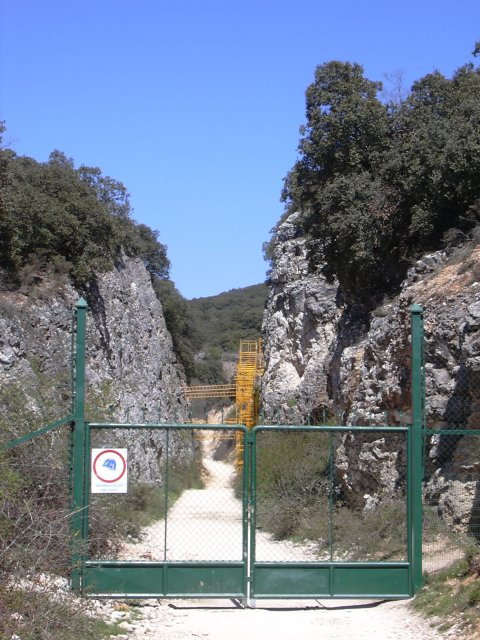
The railroad trench in which the first discoveries were made
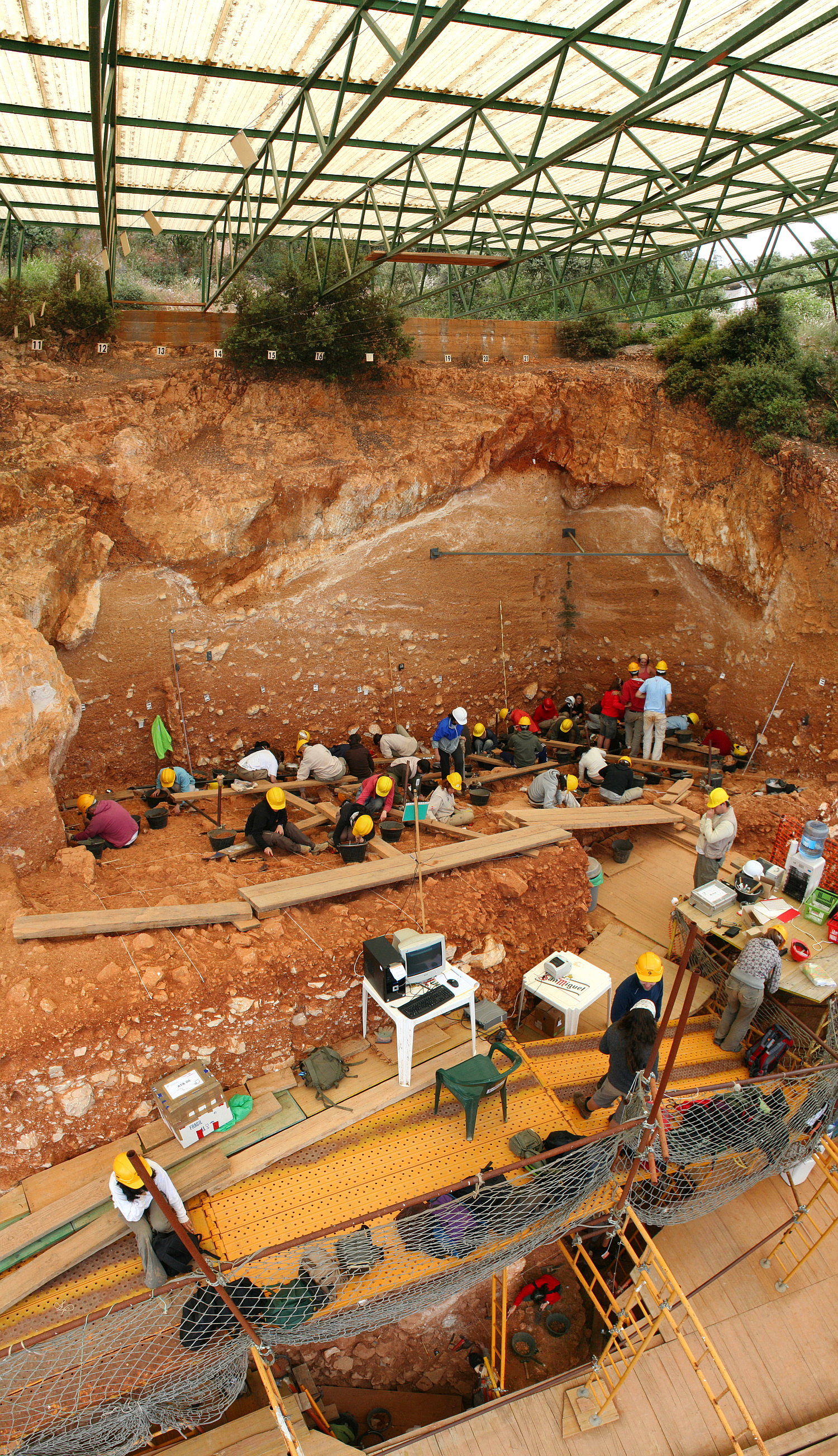

## وصلات خارجية
- موقع أتابويركا التاريخي - مركز التراث العالمي
- اليونسكو للتراث العالمي - الموقع الرسمي (بالإنجليزية)
- مواقع تراث